# Русские Сарсазы
Русские Сарсазы — село в Чистопольском районе Татарстана. Входит в состав Большетолкишского сельского поселения.

## География
Находится в центральной части Татарстана на расстоянии приблизительно 22 км по прямой на восток от районного центра города Чистополь в 2 км от Куйбышевского водохранилища.

## История
Известно с 1678 года. Упоминалось также как Покровское, Чистое Поле по речке Сарысаз. В XVIII—XIX веках село было приписано к Камским железоделательным заводам. В 1879 году здесь была построена Покровская церковь.

## Население
Постоянных жителей было: в 1782 — 231 душа мужского пола, в 1859 — 1052, в 1897 — 2051, в 1908 — 2224, в 1920 — 2116, в 1926 — 1970, в 1938 — 1762, в 1949 — 865, в 1958 — 542, в 1970 — 341, в 1979 — 225, в 1989 — 117, в 2002 — 53 (русские 100 %), 27 — в 2010.